# Giovanni Battista Ala
Giovanni Battista Ala (Monza, 1580 - [...?], 1612) fou un organista i compositor italià.
Fou organista de l'església del convent dels Servites de Monza, gaudint de la fama d'ésser tant bon músic com executant. També organista a Milà i autor de madrigals a dues i quatre veus, de motets i de quatre volums de Concerti ecclesiastici (1616-1628), Canzonette e Madrigali (1617-1625) i Pretum Musicum (1636).